# يوكو شيميزو
يوكو شيميزو (باليابانية: 清水侑子؛ بالكانا: しみず ゆうこ) هي مصممة وفنانة يابانية، ولدت في 1 نوفمبر 1946 في تشيبا في اليابان.